# 採銅所村
採銅所村（さいどうしょむら）は、福岡県田川郡にあった村。現在の田川郡香春町の一部。

## 地理
彦山川支流・金辺川流域に位置していた。

## 歴史

### 沿革
- 1889年（明治22年）4月1日 - 町村制の施行により、田川郡採銅所村が単独で村制施行し、採銅所村が発足[1][2]。大字は編成しなかった[1]。
- 1956年（昭和31年）9月30日 - 田川郡香春町、勾金村と合併し、香春町が存続して廃止[1][2]。

### 地名の由来
古代の銅採掘施設の名が転訛したもの。

## 交通

### 鉄道
- 1915年（大正4年）- 小倉鉄道（現日田彦山線）東小倉 - 上添田間開通。採銅所駅開設[1]。

### 道路
- 1920年（大正9年）- 金辺峠に金辺隧道完成[1]。